# サンフアン (ニューメキシコ州)
サンフアン（San Juan）は、アメリカ合衆国ニューメキシコ州のリオアリバ郡(Rio Arriba County)に位置する町。人口は592人（2000年国勢調査）。1598年、スペイン人探検家のフアン・デ・オニャーテが当地を探険した際に初めて開拓地として創立された。

## 地理
サンフアンは、北緯36度3分12秒 西経106度4分9秒 / 北緯36.05333度 西経106.06917度（36.053361, -106.069283）に位置している。国勢調査によると、総面積は1.5 km² (0.6 mi² )で、すべて陸地である。

## 人口動勢
以下は2000年の国勢調査における人口統計データである。
基礎データ
- 人口: 592人
- 世帯数: 193世帯
- 家族数: 152家族
- 人口密度: 401.0人/km²（1035.8人/mi²）
- 住居数: 227軒
- 住居密度: 153.8軒/km²（397.2軒/mi²）

人種別人口構成
- 白人: 4.05%
- アフリカン・アメリカン: 0.34%
- ネイティブ・アメリカン: 84.97%
- アジア人: 0.17%
- その他の人種: 7.6%
- 混血: 2.87%
- ヒスパニック・ラテン系: 27.03%

年齢別人口構成
- 18歳未満: 31.4%
- 18-24歳: 8.6%
- 25-44歳: 29.7%
- 45-64歳: 19.4%
- 65歳以上: 10.8%
- 年齢の中央値: 32歳
- 性比（女性100人あたり男性の人口）
  - 総人口: 86.8人
  - 18歳以上: 76.5人

世帯と家族（対世帯数）
- 18歳未満の子供がいる: 39.9%
- 結婚・同居している夫婦: 40.9%
- 未婚・離婚・死別女性が世帯主: 27.5%
- 非家族世帯: 21.2%
- 単身世帯: 19.2%
- 65歳以上の老人1人暮らし: 6.2%
- 平均構成人数
  - 世帯: 3.06人
  - 家族: 3.39人

収入と家計
- 収入の中央値
  - 世帯: 26,667米ドル
  - 家族: 27,500米ドル
  - 性別
    - 男性: 22,721米ドル
    - 女性: 19,250米ドル
- 人口1人あたり収入: 10,568米ドル
- 貧困線以下
  - 対人口: 25.6%
  - 対家族数: 19.3%
  - 18歳未満: 40.4%
  - 65歳以上: 14.9%